# La familia conejola
La familia conejola es un cuento enmarcado dentro del género literario fábula, del escritor Constancio C. Vigil (Rocha, Uruguay; 4 de septiembre de 1876 - Buenos Aires; 24 de septiembre de 1954) publicado por la Editorial Atlántida, siendo su primera edición en 1943 con ilustraciones de Federico Ribas. La fábula narra las desventuras de una numerosa familia de conejos, durante un viaje de cuatro días hacia la casa de una liebre.
El cuento contó con varias ediciones hasta finales de la década de 1950, la mayoría de ellas ilustradas por Ribas. En 1977 la editorial Atlántida realizó una nueva edición, en un formato de libro diferente y con ilustraciones de Raúl Stevano.
El cuento también tuvo una versión en carrete para ser proyectado en dispositivo cinegraf, una versión similar a la linterna mágica que se popularizó en Argentina en las décadas de 1960 y 1970.

## Premisa
La familia conejola es una familia numerosa de conejos, integrada por el matrimonio y sus hijos, que tras aceptar la invitación de una liebre, vecina y amiga, parten rumbo a su casa en el campo, viviendo durante el trayecto una serie de desventuras a lo largo de cuatro días de viaje hasta que arriban a la casa de la pretendida anfitriona.

## Argumento
Una coneja se encuentra con una liebre durante las compras matinales, y entablan una charla donde la liebre la invita a ella y a su familia a pasar un día en su casa de campo. La coneja acepta la invitación y promete ir en próximamente.
Es durante el cumpleaños del señor conejo que la familia se decide a partir hacia la casa de la liebre. La costumbre entre los conejos es que el día del cumpleaños de los padres, son los hijos quienes reciben regalos y no ellos. Por ese motivo se encaminan hacia varias tiendas para comprarles ropa, encontrándose allí con malos tratos de parte de los comerciantes, ante la familia numerosa que entra en los locales. Por una u otra razón los conejos se sienten ofendidos del trato que reciben y ante una breve discusión son invitados a retirarse. Deciden entonces posponer el asunto de los regalos y encaminarse hacia la casa de la liebre. 
Durante el trayecto pasan por diversas experiencias y peripecias entre las que destacan una tormenta de la que deben refugiarse, la ingesta de unas plantas que les tornan sus orejas flácidas, el encuentro con un hortelano y diversos animales del campo hasta que logran finalmente, al cabo de cuatro días de andar, llegar a la casa de campo de la liebre.
Cuando llaman a la puerta, en lugar de encontrarse con la liebre, son atendidos por un tatú que les explica que la liebre se marchó de la casa hacía ya cuatro días y que ahora él y su esposa estaban ocupando legítimamente la casa. Los conejos advierten que la liebre les jugó una mala pasada y que jamás estuvo en su intención la de agasajarlos. Desconcertados y ofuscados tratan de emprender el regreso a su casa pero notan que faltan algunos de sus hijos. El matrimonio sale en todas las direcciones buscando a los conejitos perdidos, desconociéndose si efectivamente logran hallarlos o éstos regresaron a su casa, acorde a como ellos habían sido instruidos.

## Peculiaridades
En la fábula de la familia conejola todos los protagonistas principales son animales del campo que forman parte de un mundo donde ellos desempeñan todos los oficios. Así es como son presentados una vizcacha dueña de una tienda de ropas, un vizcachón atendiendo una zapatería, animales manejando vehículos o una pareja de tatúes conociendo de leyes.
A lo largo del cuento no se mencionan a los personajes bajo nombres propios sino por la especie animal a la que pertenecen. El autor se alude al matrimonio de conejos como el señor conejo o la coneja o a veces la señora o señor Conejola. Esta peculiaridad se repite en otros cuentos fabulosos de Vigil donde los protagonistas animales son reconocidos por alguna característica y no por un nombre propio, como es el caso del mono relojero o la hormiguita viajera.

## En la cultura popular
De igual manera que sucede con diversos establecimientos educativos que llevan el nombre de Constancio C. Vigil o el nombre de alguno de los personajes de sus obras, un jardín de infantes de la localidad de El Jagüel en la provincia de Buenos Aires, lleva el nombre de La Familia Conejola.
La escritora franco argentina Béatrice Kohlstedt, reconoce a La familia conejola como el primer libro de cuentos que leyó en su vida.